# Herb Mirosławca
Herb Mirosławca – jeden z symboli miasta Mirosławiec i gminy Mirosławiec w postaci herbu.

## Wygląd i symbolika
Herb przedstawia na czwórdzielnej w krzyż tarczy typu hiszpańskiego, na polach błękitnych (1. i 4.) srebrną głowę kozła ze złotymi rogami, skierowaną w heraldycznie prawą stronę, a na polach czerwonych (2. i 3.) srebrny krzyż maltański.
Pochodzenie głowy koźlej w herbie może mieć związek z klejnotem herbu Wedlów, którzy byli właścicielami miasta. Krzyż maltański symbolizuje związek miasta z zakonem joannitów, którzy byli kiedyś właścicielami miasta. 

## Historia
od XVI wieku miasto miało w herbie orła, prawdopodobnie był to czerwony orzeł margrabiów brandenburskich. Od XVII wieku wizerunek przedstawia kozie głowy i krzyże maltańskie